# Cúria Reial
Cúria Reial és una obra del municipi de Besalú (Garrotxa). Forma part de l'Inventari del Patrimoni Arquitectònic de Catalunya.

## Descripció
Tot el conjunt està format per tres edificis. El primer que dona a la Plaça Major ocupant l'extensió de dos arcs de les voltes, un cos central, que correspon pròpiament a la Cúria Reial, que té la façana i l'entrada primitiva al carrer Portalet, i un tercer construït amb carreus ben tallats, amb porta allindanada, dues finestres i sis arcs amb columnes i capitells senzills. Hi destaca principalment una àmplia sala d'audiències gòtica del segle xiv. La sala està dividida en tres naus mitjançant dues fileres d'arcades ogivals. La paret occidental té dues finestres gòtiques de doble columna. Els basaments de tot l'edifici estan molt alterats. En un sector s'han desenterrat pedres d'un interès remarcable, potser les úniques existents de l'època comtal.

## Història
Entre els edificis destinats a l'administració de la justícia és un dels més antics i un dels únics. Al segle xvii la cúria de justícia de la vila va ser traslladada a la Casa Santa Maria, que es troba davant l'església de Sant Vicenç de Besalú. Fins fa poc estava ocupat per les monges de l'Immaculat Cor de Maria, que hi tenien el col·legi, però actualment en són propietaris alguns veïns de la plaça, l'Associació d'Amics de Besalú i els sr. Capdevila, que l'ha habilitat per a restaurant. Es projecta que sigui la casa de cultura de la vila.